# Czarliński III

Herb Czarliński III

Czarliński III (Schedel, Schedlin-Czarliński, Sówka odmienny, Sowa odmienny) – kaszubski herb szlachecki, według Przemysława Pragerta odmiana herbu Czarliński, który ma być odmianą herbu Sowa.

## Opis herbu
Opis z wykorzystaniem zasad blazonowania, zaproponowanych przez Alfreda Znamierowskiego:
W polu czerwonym sowa srebrna. Klejnot: nad hełmem bez korony ogon pawi. Labry czerwone, podbite srebrem.

## Najwcześniejsze wzmianki
Herb wymieniany przez Nowego Siebmachera oraz Ledebura (Adelslexikon der preussiche Monarchie von...) i Wincklera (Die nationalitaten Pomerellens). Dwaj ostatni autorzy podają sowę na murawie zielonej.

## Herbowni
Czarliński (Czarleński). Rodzina przybierała też przydomki odmiejscowe: Knibawski (Knibowski) oraz zniemczone nazwisko Schedlin, spolszczane następnie na Szedliński bądź Schedliński.
Przemysław Pragert spekuluje, że tego herbu mogła używać gałąź z Prusach Wschodnich, nie wiadomo czy używająca przydomków.
Istniała rodzina Piechowskich herbu Leliwa, którzy przejściowo osiedli w Czarlinie i na ten czas przyjęli nazwisko Piechowski-Czarliński lub tylko Czarliński.